# One Deep Breath
Pour les articles homonymes, voir One Deep Breath.
Pour plus de détails, voir Fiche technique et Distribution.
One Deep Breath est un film français sorti en 2014.

## Synopsis
One Deep Breath est une investigation du deuil de Maël (Manuel Blanc),  le personnage principal, quadragénaire traumatisé par le suicide de son amant. Ce film ne suit pas une narration classique, mais fait directement appel à une grande variété d'émotions, dans un style plus expérimental. Le silence et la réitération jouent un rôle important, tandis qu'une multitude de pensées, de sentiments, d’observations et d’hallucinations nous parviennent par l'intermédiaire de la performance, du dialogue, d'images fortes et de fragments de poésie. Le spectateur apprécie cette performance en temps réel, comme dans un espace de performance[Quoi ?].

## Fiche technique
- Titre : One Deep Breath
- Réalisation : Antony Hickling
- Scénario : Antony Hickling & André Schneider
- Producteur : Optimale, Vivasvan Pictures & Antony Hickling
- Montage : Victor Toussaint
- Pays d'origine :  France
- Genre : thriller
- Durée : 63 minutes
- Dates de sortie : 18 mai 2015 2014 (France)

## Distribution
- Manuel Blanc : Maël
- Thomas Laroppe : Adam
- Stéphanie Michelini : Patricia
- André Schneider : Adrian
- Magali Gaudou : la vie
- Biño Sauitzvy : la Mort

## Distinctions
- Prix du meilleur film expérimental au festival Zinegoak 2015.